# Antonio Muñoz Cariñanos
Antonio Muñoz Cariñanos (Madrid, 2 de julio de 1942-Sevilla, 16 de octubre de 2000), fue un médico otorrinolaringólogo, coronel del Ejército del Aire. Fue director de la Policlínica del Mando Aéreo del Estrecho y jefe del Departamento de Otorrinolaringología, en la Clínica Sagrado Corazón de Sevilla. En el ejercicio de su profesión como otorrino trató a muchos famosos cantantes, comunicadores, toreros y políticos. Fue asesinado por militantes de la organización terrorista Euskadi Ta Askatasuna (ETA) en su propia consulta.
Condecorado en la guerra del Golfo Pérsico, estaba pendiente de ascenso a general tras aprobar el curso correspondiente.

## Biografía
Nació en Madrid, donde estudio Medicina en la Universidad Complutense y terminó por especializarse en otorrinolaringología.
En una visita a Sevilla, se enamoró de la ciudad y estableció su residencia en la localidad de Gines, desde donde acudía a las clínicas que atendía, por la mañana, la Policlínica del Aire de Tablada y por la tarde su consulta particular en el centro de la ciudad.
Era de carácter extrovertido pero muy riguroso en su profesión,[cita requerida] era amigo de cantantes y pintores, entre los que contaban Juan Valdés, Juan Roldán y Rocío Jurado. También era miembro del "Club de Leones", dedicado a obras filantrópicas. Asimismo pertenecía a la Hermandad de El Cachorro. Estaba separado y tuvo cuatro hijos.[cita requerida]

## Actividad médica
Adquirió notoriedad y popularidad como otorrinolaringólogo y atendió de sus problemas en las cuerdas vocales a numerosos cantantes, periodistas, toreros y políticos como Juanita Reina, Marifé de Triana, Rocío Jurado, María del Monte, Isabel Pantoja, María José Santiago, Mónica Naranjo, Raphael, Camarón de la Isla, José Menese, Juan Peña "El Lebrijano", Chiquetete, o Carlos Herrera, entre otros.

## Asesinato
Su asesinato se encuadra en el periodo posterior a la ruptura de la tregua que ETA mantuvo entre septiembre de 1998 y noviembre de 1999. Constituyó la víctima número quince desde el final de esta tregua.
Cariñanos sabía que estaba en el punto de mira de la organización terrorista ETA, pero no llevaba escolta. El día 16 de octubre de 2000, aproximadamente a las 18:40 horas, los miembros del “Comando Andalucía”, Jon Igor Solana Matarranz (26 años, miembro de ETA con siete años de “carrera terrorista”) y Harriet Iragi Gurrutxaga (23 años, participante en altercados públicos desde 1996), después de concertar una cita en su consulta médica, accedieron a ella a cara descubierta y sin pausa le dispararon varios tiros a bocajarro, de los cuales, le alcanzaron dos, uno de ellos en la cabeza, producto de los cuales falleció. Las personas presentes en la clínica, algunos de ellos pacientes que esperaban su turno, avisaron a la policía.
Después del atentado, los asesinos marcharon corriendo por las calles de la ciudad, los transeúntes colaboraron muy activamente con las fuerzas de seguridad de forma inmediata, informando de su localización. Solo diez minutos después del crimen, fueron identificados por la policía y después de un tiroteo consiguieron capturar a Solana Matarranz, mientras que Iragi Gurrutxaga huyó herido en el hombro y tras intentar refugiarse en un piso franco fue también detenido esa misma noche.

## Condena a los asesinos
Los asesinos fueron condenados casi dos años después a 53 años de cárcel por varios cargos además del asesinato del médico militar.

## In memoriam
El alcalde de Sevilla, Alfredo Sánchez Monteseirín, presidió el 12 de enero de 2001 el acto de rotulación de la calle Coronel Médico Muñoz Cariñanos en la capital hispalense, en su honor.